# Marilia microps
Marilia microps är en nattsländeart som beskrevs av Oliver S. Flint Jr. 1991. Marilia microps ingår i släktet Marilia och familjen böjrörsnattsländor. Inga underarter finns listade i Catalogue of Life.